# Didea fasciata
Didea fasciata là một loài ruồi trong họ Ruồi giả ong (Syrphidae). Loài này được Macquart mô tả khoa học đầu tiên năm 1834. Didea fasciata phân bố ở miền Tân bắc